# Heinrich VII. (Niedersalm)
Heinrich VII. von Niedersalm (* etwa 1370; † 26. Oktober 1416) war der letzte Graf der durch
Friedrich II. von Vianden und Elisabeth von Salm begründeten Linie Niedersalm (auch: Alt-Salm) des Stammes der Grafen von Vianden.
Heinrich VII. war ein Sohn des Johann von Salm († 1380) und der Ricardis von Dyck. Heinrich VII. war seit dem 12. August 1399 mit Jutta van Culemborg (1380–1428) verheiratet. Aus dieser Ehe stammten ein Sohn (Heinrich VIII.) und eine Tochter (Maria). Heinrichs gleichnamiger Sohn fiel am 23. September 1408 in der Schlacht von Othée auf Seiten der Lütticher Bürgerschaft, während gleichzeitig sein Vater auf Seiten seines Lehnsherrn Wilhelm II. von Straubing-Holland, des Lütticher Fürstelekten Johann von Straubing-Holland und Herzog Johanns von Burgund kämpfte.
Heinrichs Tochter Maria († 1414/1415) war mit den Raugrafen Otto von Baumburg verheiratet und starb noch vor ihrem Vater. Dieser bestimmte nun seinen Neffen Johann V. von Reifferscheid zum Erben. Das wurde von den Erben Ottos nicht anerkannt. Erst nach einem Richterspruch von Anton von Croÿ, Gouverneur von Luxemburg, am 6. Februar 1455 kam die Grafschaft Salm zurück, nun an den Sohn Johann VI. († 1475). Johann VI. ist der Stammvater der später in den Fürstenstand erhobenen Linien des Hauses Salm-Reifferscheidt.